# Фаньяно

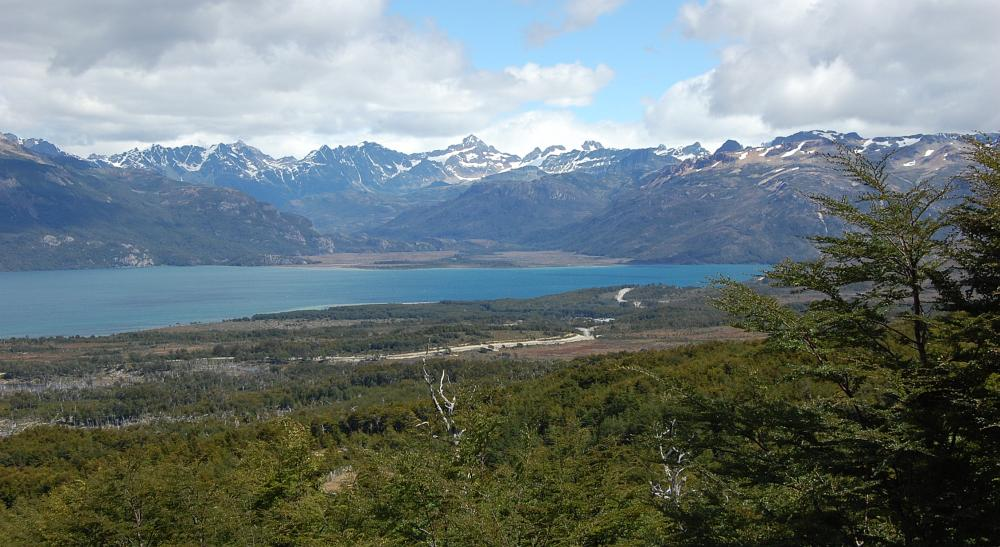
Вид на западную (чилийскую) оконечность озера

Фаньяно или Фагнано или Ками — крупнейшее озеро на острове Огненная Земля.

## Общие данные
Площадь озера 590 км², высота над уровнем моря — 140 метров, максимальная глубина — 200 метров. Максимальная протяжённость озера (с запада на восток) — 98 километров. 13,5 километра — относится к чилийской территории, 72,5 километра — к аргентинской. Озеро — тектонического и ледникового происхождения, имеет форму фьорда.
Из озера берёт исток река Асопардо. Названо в честь католического миссионера Хосе Фаньяно, побывавшего на берегах озера в 1886 году.
В Аргентине входит в национальный парк Тьерра-дель-Фуэго.